# Landgoed De Geldersche Toren

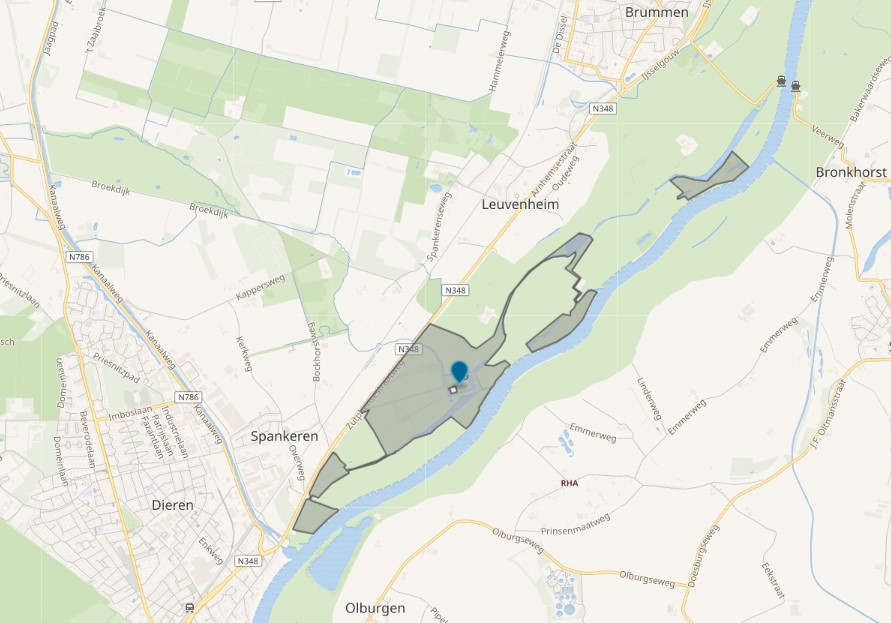
Het landgoed omstreek 2023, met de Gelderse Toren (blauwe marker) in het centrum.

Het Landgoed De Geldersche Toren is een landgoed in Spankeren (gemeente Rheden) aan de Gelderse IJssel in de Nederlandse provincie Gelderland. Het ligt in de uiterwaarden van de IJssel. Dit bij de Gelderse Toren behorende landgoed is van grote cultuurhistorische en landschappelijke waarde, en vanwege de opgaande laanbeplanting en bosschages een markant element in de open uiterwaarden van het dorp Spankeren. Een rechte, met forse eiken beplante, oprijlaan loopt als een zichtas vanaf de toren gericht op de kerk van Spankeren. Karakteristiek zijn de boomgaarden en grachten en zijn er restanten te vinden van een meer landschappelijke aanleg. Inclusief de landerijen rondom besloeg het anno 2011 een oppervlak van 109 hectare.

## Geschiedenis

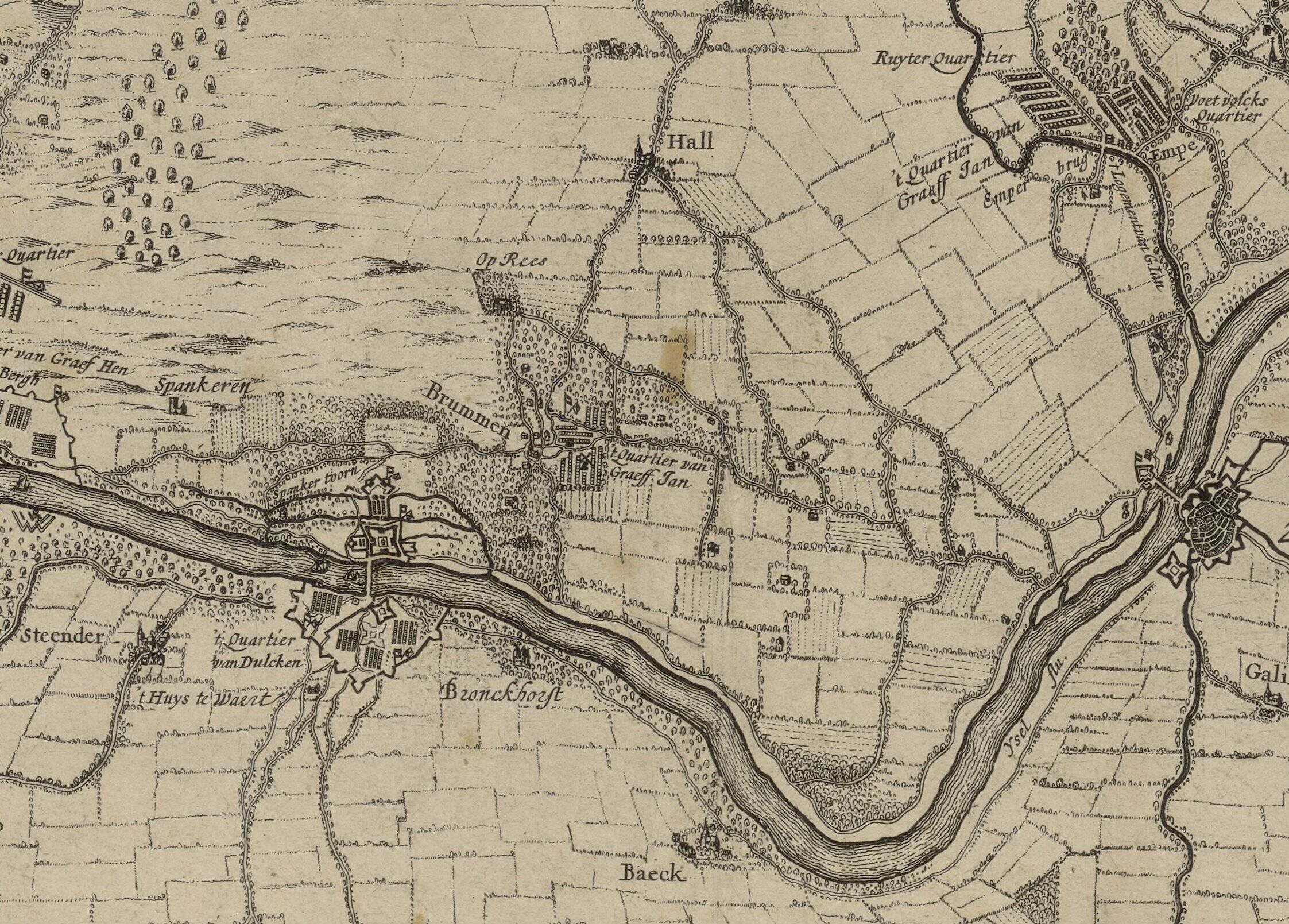
Het landgoed gelegen in het IJsel-stroomgebied anno 1629

Het landgoed, waarvan de oudstbekende vermelding uit de zestiende eeuw dateert, werd in 1718 door de familie Van Rhemen in kaart gebracht. De bezittingen bevatten destijds het merendeel van de Spankerense weilanden en bouwland aan de andere zijde van de doorgaande weg en gronden aan de Brummense zijde van de Laag Soerensebeek. De toren was vanaf de doorgaande weg tussen Zutphen en Arnhem bereikbaar via een lange, rechte laan en lag op een grotendeels omdijkt en omgracht terrein. Binnen de dijken was sprake van een eenvoudige, formele barokke aanleg. De toren was omringd met water en had een voorplein met twee bijgebouwen. Aan weerszijden van de oprijlaan lagen weilanden en boomgaarden.

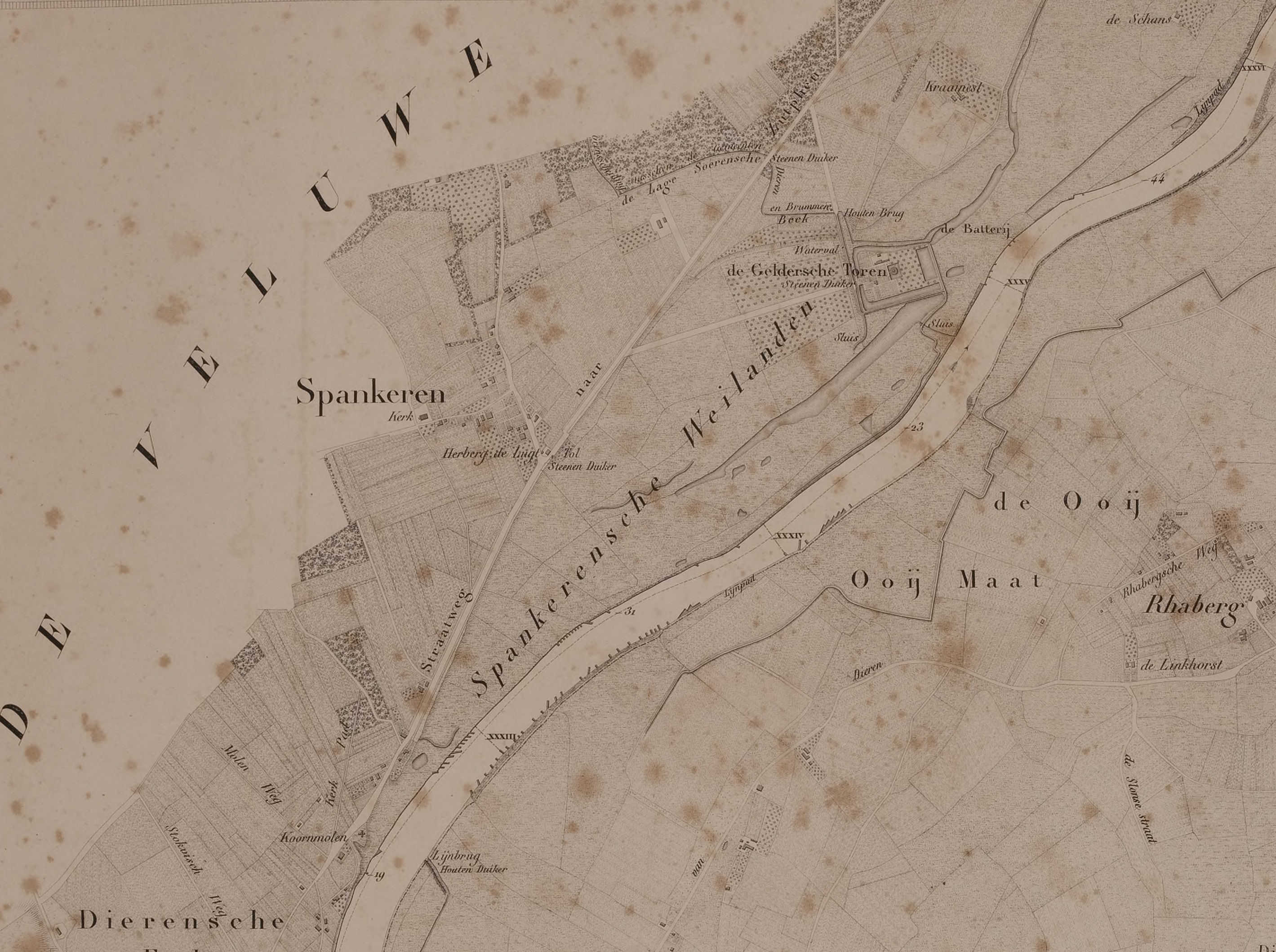
Het landgoed gelegen in het IJsel-stroomgebied anno 1840

In 1832 besloeg het landgoed 195 hectare. De toenmalige kadastrale tekeningen is op enkele kleine verschillen vergelijkbaar met die van 1718, hoewel de inrichting van het omgrachte terrein minder gedetailleerd was. Het bijgebouw aan de zuidoostzijde was toen reeds afgebroken. Vermoed wordt dat het andere bijgebouw het koetshuis is dat er nog staat.

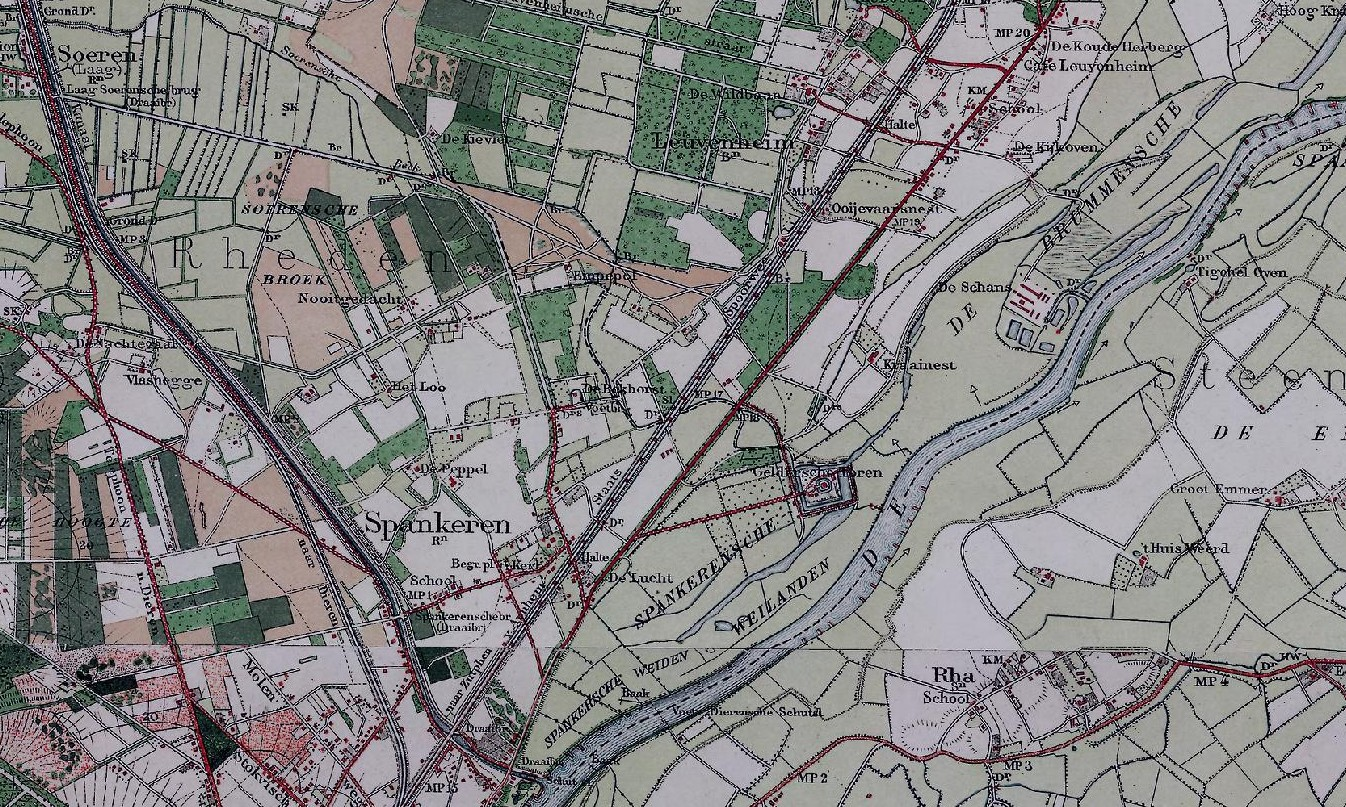
Het landgoed gelegen in het IJsel-stroomgebied ca. 1900

Stukken land werden met name in het begin van de 19e eeuw van de Marke van Dieren, Spankeren en Soeren opgekocht. In de periode 1844-1846 werd bij de toren een klein park in landschapsstijl aangelegd door de Utrechtse landschapsarchitect Hendrik van Lunteren en zijn zoon. In de jaren 1950 werd in het kader van ruilverkavelingen delen van het landgoed afgestoten. Sinds de intrek van de familie Ruyten eind jaren 1970 wordt er echter weer land aangekocht. De Geldersche Toren b.v. is door Ruyten opgezet ter ontwikkeling en bescherming van het landgoed.
Het huis De Bockhorst, gelegen ten oosten van Spankeren, behoorde tot in de zestiende eeuw eveneens tot het landgoed.

## Beschrijving

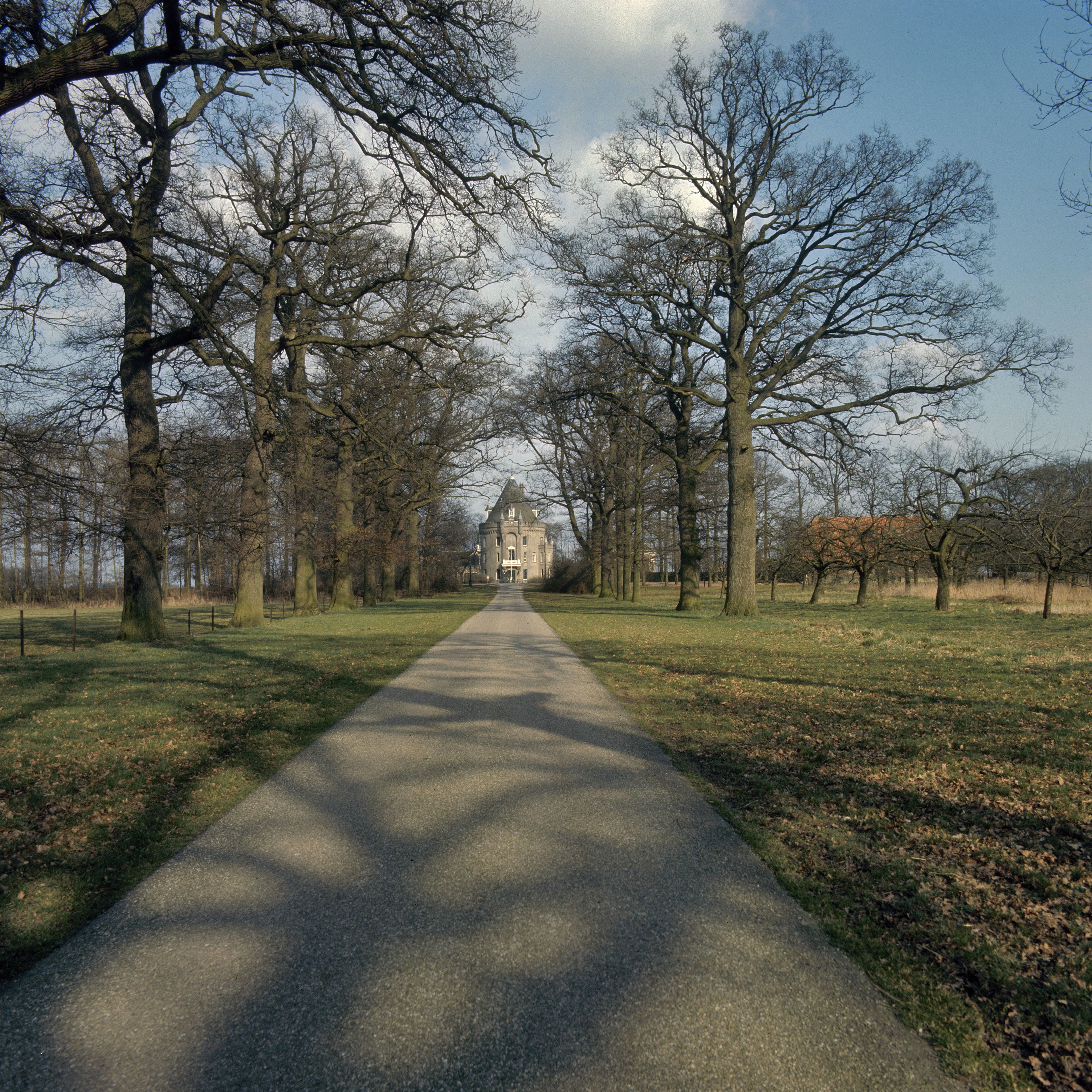
De karakteristieke oprijlaan naar de Gelderse Toren

Anno 2023 is het landgoed beperkt tot de directe omgeving van de toren. Het landgoed bevat enkele laat-19e-eeuwse waterstaatkundige werken die van belang zijn voor de waterhuishouding van het landgoed. Zo is er een stuw op de plaats waar de Laag Soerensebeek in de  buitenste gracht stroomt. Deze vaste stuw is opgetrokken uit baksteen, gemetseld in kruisverband en bestaat uit een door een rollaag afgesloten damwand met aan weerszijden een vleugelmuur. Ook is er een inlaat- en uitwateringssluis, dat zich bevindt in een in de buitenste omgrachting gelegen dijklichaam dat de oprijlaan verbindt met het binnen deze omgrachting gelegen kasteelterrein. Bij de  noordwesthoek van de omgrachting bevindt zich  een in een dijklichaam gelegen keer- annex inlaatsluis. Het sluisje bevindt zich nabij het punt waar de smalle Laag-Soerensebeek in een kolk   stroomt. De sluis geeft toegang tot een achterliggende, parallel aan de oostelijke bedijking gelegen sloot die uitmondt op de IJssel.

## Monumenten
Behalve de Gelderse Toren zijn een laatnegentiende-eeuwse dienstwoning, een schuur, de orangerie en het sluisje op het landgoed geregistreerd als rijksmonument.